# Шаров, Алексей Дмитриевич
Алексе́й Дми́триевич Шаров (5 февраля 1882 года, Московская губерния
— 17 февраля 1938 года, Бутовский полигон) — протоиерей, святой Русской православной церкви, причислен к лику святых как священномученик в 2000 году для общецерковного почитания.

## Биография
Происходил из потомственных почётных граждан. Отец, Дмитрий Филаретович Шаров, в чине губернского секретаря заведовал почтовым отделением в селе Ирининском.
- 1900 Окончил Донское духовное училище.
- 1906 Окончил Московскую духовную семинарию. После окончания семинарии работал учителем в церковно-приходской школе.
- 1908 Рукоположён в сан священника к Крестовоздвиженскому храму Дмитриевского погоста Клинского уезда, где прослужил всю свою жизнь.
- 1930 Возведён в сан протоиерея.

В 1930 году отец Алексий был занесен в список людей, намеченных к раскулачиванию и выселению. После выхода статьи Сталина «Головокружение от успехов» выселение было отменено, и власти ограничились тем, что отобрали у семьи священника корову и назначили больший налог.

## Церковные награды
В 1916 году был награждён набедренником, в 1921-м — скуфьей, в 1923-м — камилавкой, в 1927-м — наперсным крестом, в 1930 году — палицей.

## Арест и мученическая кончина
Арестован 26 января 1938 года и заключён в Бутырскую тюрьму. Фрагмент допроса:

— Знали ли вы о контрреволюционной деятельности активных церковников братьев Федотовых и церковного старосты Клюшкина, ныне арестованных органами НКВД? (следователь)
— Братьев Матвея и Григория Федотовых и церковного старосту Клюшкина я знал хорошо как людей весьма религиозных и был с ними в хороших отношениях. Но об их контрреволюционной деятельности я ничего не знал, и в присутствии меня никакой антисоветской агитации они не вели.
— Следствие предъявляет вам обвинение в том, что вы, являясь служителем религиозного культа, высказывали антисоветские суждения против политики партии и советской власти. Подтверждаете ли вы это?

— Виновным в предъявленном мне обвинении в ведении антисоветской агитации себя не признаю. Никаких контрреволюционных суждений я нигде никогда не высказывал.
«Особая тройка НКВД» по Московской области постановлением от 8 февраля 1938 года приговорила Алексея Дмитриевича Шарова к расстрелу по ст. 58 п. 10—11 за антисоветскую агитацию.
Расстрелян 17 февраля 1938 года и похоронен на Бутовском полигоне.
Реабилитирован в 1989 году Прокуратурой Московской области.

## Канонизация
Причислен к лику святых новомучеников и исповедников Российских как священномученик для общецерковного почитания Деянием Юбилейного Архиерейского Собора Русской Православной Церкви, проходившего 13—16 августа 2000 года в Москве.
День памяти: 4 (17) февраля в Соборе святых новомучеников и исповедников Российских.